# Favonigobius melanobranchus
Favonigobius melanobranchus је зракоперка из реда Perciformes.

## Распрострањење
Врста има станиште у Јужноафричкој Републици и Мозамбику.

## Станиште
Станиште врсте су слатководна подручја.

## Угроженост
Ова врста је на нижем степену опасности од изумирања, и сматра се скоро угроженим таксоном.